# ایتون ساکن
ایتون ساکن (به انگلیسی: Eaton Socon) یک روستا در بریتانیا است که در کمبریج‌شر واقع شده‌است.